# Abies durangensis
Abies durangensis é uma espécie de conífera da família Pinaceae.
Apenas pode ser encontrada no México.